# Eptesicus brasiliensis
Espèce
Statut de conservation UICN

 LC  : Préoccupation mineure
Eptesicus brasiliensis est une espèce de chauves-souris américaine de la famille des Vespertilionidae.

## Description
Eptesicus brasiliensis a une longueur de la tête et du corps entre 55 et 62 mm, la longueur de l'avant-bras entre 39 et 43 mm, la longueur de la queue entre 35 et 40 mm, la longueur du pied entre 9 et 11 mm, la longueur des oreilles entre 12 et 15 mm et un poids jusqu'à 10 g.
La fourrure est courte, douce et soyeuse. Les parties dorsales varient du brun foncé au brun noirâtre, avec la base des poils claire, tandis que les parties ventrales sont plus claires, avec la base des poils noirâtre.
Le museau est large, avec deux masses glandulaires sur les côtés. Les yeux sont petits. Les oreilles sont de proportions moyennes, triangulaires et à bout pointu. Le tragus est long, étroit et arrondi. Les membranes des ailes sont noires ou brun noirâtre. La pointe de la longue queue s'étend légèrement au-delà de la large membrane interfémorale. Le calcar est plus long que le pied.

## Répartition

Aire de répartition d’Eptesicus brasiliensis

L'espèce est répandue sur le continent américain, dans les États mexicains de San Luis Potosí, Oaxaca et Chiapas, et du Costa Rica jusqu'au nord de l'Argentine et de l'Uruguay. Il est également présent sur l'île de Trinidad. Comme elle est présente dans le Suriname, elle peut être aussi présente dans la Guyane.
Il vit dans les forêts à feuilles persistantes et leurs bords jusqu'à 3 000 mètres d'altitude.

## Taxonomie
On recense quatre sous-espèces :
- E.b.argentinus  : (Cope, 1889): nord-est de l'Argentine, Uruguay, Paraguay, Brésil méridional ;
- E.b.brasiliensis : centre-est du Brésil ;
- E.b.melanopterus : (Jentink, 1904): Équateur et Pérou oriental, Colombie méridional, ouest du Brésil, l'île de Trinidad ;
- E.b.thomasi : (Davis, 1966): Costa Rica, bassin amazonien, Colombie, Venezuela, Guyana, Suriname, Guyane.

## Comportement

### Colonie
L'espèce dort entre l'écorce des arbres et dans les arbres creux et les trous d'arbres. On la trouve aussi dans les maisons.

### Alimentation
Eptesicus brasiliensis est insectivore. L'activité prédatrice commence entre 30 minutes et une heure avant le coucher du soleil.

### Reproduction
L'espèce donne naissance à 1 à 2 petits à la fois deux fois par an entre juillet et février.

### Parasitisme
L'espèce peut porter le virus de la rage et Trypanosoma cruzi.